# 王宏坤
王 宏坤（おう こうこん、1909年1月22日 - 1993年8月20日）は、中華人民共和国の軍人・政治家。中国人民解放軍海軍副司令員などを歴任した。最終階級は海軍上将（1955年授与）。出生名は王 宏春で、従兄に王樹声（出生名・王宏信）がいる。

## 経歴・人物
1909年1月22日、湖北省麻城県（現麻城市）乗馬崗区石槽冲村の貧しい農民家庭に生まれる。1926年農民運動に加わり、1927年には農民義勇隊員として黄麻起義に身を投じた。1929年1月に中国工農紅軍に参加、3月には中国共産党に入党した。第一次国共内戦において数多の戦役に参戦し功績を立て、長征の成功に貢献。日中戦争勃発後、1938年12月に八路軍冀南軍区副司令員に任じられ、冀南平原における遊撃戦を指揮し、1940年の百団大戦などに参加した。1944年5月冀南軍区と冀魯豫軍区が合併されたため、冀魯豫軍区第一副司令員・冀南指揮部司令員・政治委員を兼務。
第二次国共内戦では、晋冀魯豫軍区副司令員兼第6縦隊司令員として上党戦役、邯鄲戦役に参加し、1947年には晋冀魯豫野戦軍第10縦隊司令員兼桐柏軍区司令員となり、1948年1月の鄧県戦役、5月の宛西戦役に相次いで参加。更に7月には中原野戦軍第6縦隊と中原軍区の部隊を指揮し、襄樊戦役を発起。これにより、樊城・襄陽の両市を攻略し、国民党軍第15綏靖区司令の康沢を捕虜として、華中と西北の国民党軍の連携を分断した。1949年、湖北軍区第一副司令員、中共湖北省委員会副書記、代理書記に転じる。
人民共和国成立後、1950年4月から人民解放軍海軍副司令員となり、海軍の創建に邁進。1955年、海軍上将に昇り、一級八一勲章、一級独立自由勲章、一級解放勲章の栄典を得る。1966年3月には海軍第二政治委員。文化大革命では李作鵬・張秀川らとともに海軍の奪権を図り、司令員蕭勁光と政治委員蘇振華を攻撃した。1977年、海軍第二政治委員を解任される。1988年、二級紅星勲功栄誉章を授与（1965年以前に少将以上だった軍幹部には、通常一級が授与される）。
1993年8月20日、北京にて病死。84歳没。